# Báscones de Ojeda (kommunhuvudort)
Báscones de Ojeda är en kommunhuvudort i Spanien.   Den ligger i provinsen Provincia de Palencia och regionen Kastilien och Leon, i den norra delen av landet, 260 km norr om huvudstaden Madrid. Báscones de Ojeda ligger 963 meter över havet och antalet invånare är 196.
Terrängen runt Báscones de Ojeda är lite kuperad. Runt Báscones de Ojeda är det mycket glesbefolkat, med 3 invånare per kvadratkilometer. Närmaste större samhälle är Alar del Rey, 17,5 km öster om Báscones de Ojeda. Trakten runt Báscones de Ojeda består i huvudsak av gräsmarker.